# 肯尼·杰基特
堅尼夫·法蘭西斯·"堅尼"·積基特（英語：Kenneth Francis "Kenny" Jackett，1962年1月5日—）生於英格蘭東部赫特福德郡的沃特福德（Watford），為一名威爾斯前足球運動員，可擔任後衛或中場，球員生涯只效力家鄉球隊沃特福德，直至退役後擔任領隊，曾先後任教沃特福德、史雲斯和米禾爾。現時任職英甲球會朴茨茅斯領隊。

## 生平
積基特整個球員生涯只效力屈福特一間球會，於1990年因嚴重膝蓋傷患而退役。他透過在威爾斯出生的父親法蘭（Frank Jackett）取得代表威爾斯參賽資源，並獲得31頂國際賽喼帽，其父亦是一名職業足球運動員。
他隨即加入屈福特的教練團隊，於1996年繼承升任足球總監的格拉咸·泰萊（Graham Taylor）出任領隊，但他未能領導剛降班第三級乙組聯賽的屈福特重回正軌，僅一季後被降職擔任助理領隊，格拉咸·泰萊重出江湖接掌球隊，連續兩季升班參加英超，但僅維持一季便降班返回甲組。2001年積基特遭新任領隊維埃里棄用離隊。
積基特轉投昆士柏流浪擔任荷路威的副手。三年後取代白賴仁·芬尼（Brian Flynn）出任史雲斯的領隊，於首個完整球季帶領球隊取得英乙季軍升班英甲，升班首季雖然在附加賽決賽於互射十二碼不敵班士利無緣再升一級，但亦贏得英格蘭聯賽錦標，惟翌季球隊成績下滑，積基特以未獲百份百支持而與史雲斯提前解約。
2007年3月積基特擔任曼城預備隊領隊，同年11月獲英甲球會米禾爾聘為主帥，連續兩年晉級附加賽決賽，於第二次擊敗史雲頓取得升班英冠最後一個席位。2013年5月7日，於效力球會長達6年後，在英冠三季分別取得第9、第16和第20位，積基特以自和球隊均需要改變而宣佈辭職，離隊時是英冠任職最長的領隊。
2013年5月31日，積基特接任連續兩季背對背由英超降班到英甲的狼隊的主教練，合約詳情未有透露。

## 榮譽

### 領隊
史雲斯
- 英格蘭聯賽錦標冠軍（1）：2006/07年；
- FAW超級盃冠軍（2）：2005/06年、2006/07年；

米禾爾
- 英格蘭足球甲級聯賽附加賽冠軍（1）：2009/10年；

狼隊
- 英格蘭足球甲級聯賽冠軍（1）：2013/14年；

### 個人
- 英冠每月最佳領隊（3）：2012年4月（米禾爾）、2012年11月（米禾爾）、2014年8月（狼隊）；
- 英甲每月最佳領隊（4）：2008年9月（米禾爾）、2009年10月（米禾爾）、2010年3月（米禾爾）、2014年3月（狼隊）；
- LMA英甲年度最佳領隊（1）：2013/14年（併列）；

## 外部連結
- 足球資料庫：堅尼·積基特的領隊統計數據